# Банчешти (Сучава)
Банчешти (рум. Băncești) насеље је у Румунији у округу Сучава у општини Мушеница. Oпштина се налази на надморској висини од 400 m.

## Становништво
Према подацима из 2002. године у насељу је живело 132 становника, од којих су сви румунске националности.